# The present state of mathematics
The present state of mathematics (lit. på svenska: Matematikens nuvarande tillstånd) var ett tal som hölls av Felix Klein vid Internationella matematiska kongressen, evenemanget före Internationella matematikerkongressen 1893.

## Tal
I en gala med 45 personer nämnde Felix Klein några av de mest relevanta matematiska frågorna för tillfället. När det gäller tillämpad matematik sa Klein att "de berömda forskarna från den tidigare perioden, Lagrange, Laplace, Gauss, var tillräckligt stora för att omfatta alla grenar av matematik och deras tillämpningar."

## Påverkan
Efter den Internationella matematiska kongressen i Chicago höll Felix Klein två veckors föreläsningar om matematikens nuvarande tillstånd. Talet föranledde organisationen av Internationella matematikerkongressen och försökte förhindra krisen i matematikens grunder.